# Ambassade d'Algérie au Mozambique
L'ambassade d'Algérie au Mozambique est la représentation diplomatique de l'Algérie au Mozambique, qui se trouve à Maputo, la capitale du pays.